# Hemichromis lifalili
Hemichromis lifalili — вид прісноводних риб родини Цихлових (Cichlidae). У природних умовах поширений у річках Центральної Африки; популярна акваріумна риба. Серед акваріумістів відома під назвою хроміс червоний, хоча під такою ж назвою можуть продавати інший вид — Hemichromis guttatus.

## Морфологічні ознаки
Середніх розмірів цихліда, досягає завдовжки 8,2 см. Тулуб забарвлений у насичено червоний колір з розкиданими блакитними плямами. Біля зябрових кришок і по боках тіла розташовані чорно-сині плями. Спинний плавець нараховує 13-15 жорстких променів і 10-12 м'яких. Самки мають світліше і яскравіше забарвлення.

## Поширення та умови існування
Населяє водойми Центральної Африки (басейни річок Ніл, Конго (за виключенням регіонів Катанга) і Касаї) і Нігер), в Центральноафриканській республіці, Республіці Конго і Демократичній Республіці Конго. Широко поширений вид у прибережних зонах озер і річок з розвиненою прибережною рослинністю та великим вмістом кисню. Бентопелагіальна риба. Мешкає при pH у межах 6,5-7,5; dH 2-12, температурі води 22-24 °C.

## Утримання в акваріумі

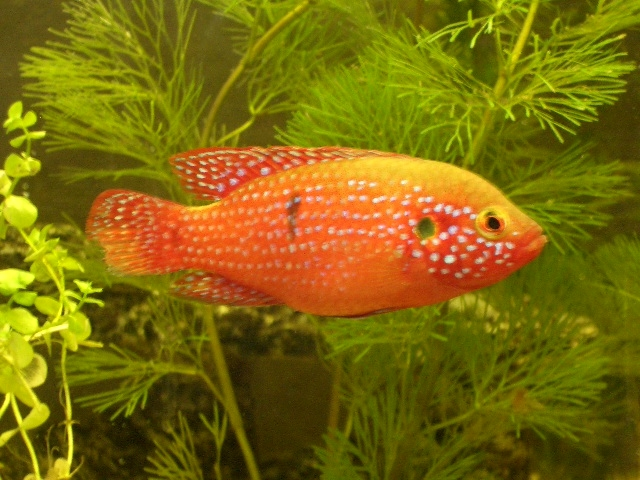
Самка Hemichromis lifalili

Доволі невибагливі при утриманні. Для однієї пари потрібен акваріум об'ємом від 40 літрів (бажано більше 100 л) з різноманітними укриттями. Укриття потрібні для зменшення внутрішньовидової агресії. Температура 21-28 °C (краще 25-28 °C), рН 6,0-8,0, можуть мешкати як у твердій, так і м'якій воді, але віддають перевагу м'якій (12ºdGH). Потрібна фільтрація води, аерація та регулярна її часткова заміна. Тендітні рослини хроміси знищують, тому можна висадити рослини із потужною кореневою системою (може підійти анубіас). Утримувати бажано парами. Іншими видами риб в акваріумі можуть бути інші цихліди, а також барбуси; серед сомів підійдуть представники роду Synodontis. У період нересту червоні хроміси доволі агресивні.

## Живлення
Споживають червів, ракоподібних, а також рослинний корм. В акваріумах годують сухим кормом із додаванням живого.

## Розведення
Моногами. Статевої зрілості досягають у 5-7 місяців. Для отримання нерестової пари 5-6 молодих риб утримують в одному акваріумі до формування пари. Після цього пару переводять в нерестовий акваріум. Можуть нереститись у загальному акваріумі. Вода бажано м'яка з нейтральною або слабкокислою реакцією. Ікру відкладають на плаский камінь або на ґрунт. Продуктивність 200—500 ікринок. Пара активно охороняє та захищає ділянку навколо ікри. Мальки з'являються через 8 днів. Першим кормом для них повинен бути наупліуси артемій або якісний сухий корм, яєчний жовток.

## Загрози та охорона
У природних умовах широко поширений вид, який не має глобальних загроз, тому віднесений до видів з найменшим ризиком. У регіоні Касаї загрозою є видобуток алмазів, в ході якого на річках створюють греблі.